# 張懋澄
張懋澄，山東省登州府棲霞縣人，清朝政治人物。同進士出身。
光緒二年（1876年），參加丙子恩科會試，得貢士第224名。殿試登進士3甲第9名。同年五月（6月3日），著分六部學習。